# Сатеева, Ляля
Варва́ра (Ля́ля) Серге́евна Сате́ева (1907 — сентябрь 1986) родилась в Москве в музыкальной семье. Её дед и прадед по материнской линии служили церковными певчими. Мать Лидия Ивановна Юхова-Сатеева была солисткой хора под управлением брата Ивана Ивановича Юхова (ныне Государственная академическая хоровая капелла России имени А. А. Юрлова), озвучившего около 70 советских фильмов 1930-х годов.
Сама Ляля (сценическое имя Варвары) снималась в ролях второго плана, исполняла песни за кадром, записывалась на пластинках. Наибольшую известность ей принесли песни, исполненные для кинофильмов «Дети капитана Гранта» (в частности, «Песенка Роберта», ставшая всесоюзным шлягером) и «Остров сокровищ». Выступала на Всесоюзном радио и с эстрадными концертами, где ей аккомпанировала мать. Работала солисткой вокала в театре Вахтангова. Обладала высоким сопрано.
Несмотря на значительную популярность Сатеевой, особенно в довоенные годы, до наших дней дошло немного записей её эстрадных выступлений. Это, в частности, танго «Осень» (музыка Вадима Козина, слова Вадима Козина и Елизаветы Белогорской), песня «Ожидание» из сюиты «Зимний вечер» (музыка Анатолия Лепина) и медленный фокстрот «Хорошо» (музыка Даниила Дормана).
Супруг — солист Большого театра и преподаватель театральной студии при нём же Михаил Новоженин.
Последние годы жила в Доме ветеранов сцены. Скончалась в сентябре 1986 года. Похоронена на Ваганьковском кладбище.

## Фильмография
1. 1934 — Гармонь — подруга Маруси, вокал («Урожайная»)
2. 1935 — У самого синего моря — Люба (нет в титрах), вокал («Лети быстрее, чайка»)
3. 1936 — Дети капитана Гранта — вокал («Песенка Роберта», «Морские волки»)
4. 1937 — Остров сокровищ — вокал («Песенка Дженни», «Если ранили друга», «Бей, барабан!»)
5. 1941 — Сердца четырёх — вокал («Всё стало вокруг голубым и зелёным» по радио)
6. 1949 — Счастливый рейс — вокал («Здравствуй, моя столица»)